# Rio Abunã
O rio Abunã (Abuná, na parte boliviana) é um curto e caudaloso curso de água amazônico, um dos afluentes do alto Madeira, que forma quase toda a fronteira norte entre Bolívia (departamento de Pando) e Brasil (estados de Acre e Rondônia).

## Etimologia
Há duas versões para o significado em língua tupi do termo ab'una ou abu'nã: alguns tupinólogos dizem que quer dizer “água escura que desliza sem ruido” (ou “rio escuro e silencioso”); já outros, sugerem que o termo signifique “homem de preto” ou “sacerdote de preto”, que era o nome que os índios das Missões davam aos jesuítas, aludindo à sua roupeta.

## Características
O rio Abunã nasce na Cordilheira Oriental dos Andes bolivianos da confluência de dois pequenos rios, o Chipamanu (ou Xipamanu) e o Caramanu, no departamento de Pando. Tem como principais afluentes os rios Rapirrán, o Mapim, o Mamo-Manu e o Negro (e seu afluente, o Pacahuaras). 
Apresenta comprimento aproximado de 375 km. Em alguns setores, o rio é cruzado por aflorações do Escudo Brasileiro, formação geológica que origina as cachoeiras ou zonas de rápidas e pequenas cataratas.
Tem como povoações de importância em suas margens: Plácido de Castro (Acre), Santa Rosa del Abuná, capital da província Rosa del Abuná, e o antigo vilarejo de Montevideo atual Puerto Evo Morales, que é uma vila comercial. Atravessa as pequenas localidades de Santa Lourdes, Puerto Rico, Santos Mercado, Bom Comércio, Fortaleza e Abuná, na confluência com o Madeira, que se localiza na ribeira oposta a localidade boliviana de Manoa. 
O rio é navegável em um tramo de 320 km em seu curso inferior, sobre o qual passa a ponte sobre o rio Abunã.